# John Lönqvist
John Lönqvist (ur. w 1981) – szwedzki snowboardzista. Nie startował na igrzyskach olimpijskich. Jego najlepszym wynikiem na mistrzostwach świata było 5. miejsce w Big Air na mistrzostwach w Kreischbergu. Najlepsze wyniki w Pucharze Świata osiągnął w sezonie 2002/2003, kiedy to zajął 10. miejsce w klasyfikacji halfpipe’a. Jest wicemistrzem świata juniorów w halfpipe’ie z 2001 r.
W 2004 r. zakończył karierę.

## Sukcesy

### Mistrzostwa Świata
| Miejsce | Dzień       | Rok  | Miejscowość | Konkurencja | Zwycięzca     |
| ------- | ----------- | ---- | ----------- | ----------- | ------------- |
| 13.     | 17 stycznia | 2003 | Kreischberg | Halfpipe    | Markus Keller |
| 5.      | 18 stycznia | 2003 | Kreischberg | Big Air     | Risto Mattila |

### Puchar Świata

#### Miejsca w klasyfikacji generalnej
- 1999/2000 - 127.
- 2001/2002 - -
- 2002/2003 - -
- 2003/2004 - -

#### Miejsca na podium
1. Tandådalen – 7 grudnia 2002 (halfpipe) - 2. miejsce